# Município de Grand Rapids (condado de Wood, Ohio)
Localização do Ohio nos E.U.A.
O município de Grand Rapids (em inglês: Grand Rapids Township) é um município localizado no condado de Wood no estado estadounidense de Ohio. No ano de 2010 tinha uma população de 1 607 habitantes e uma densidade populacional de 44,58 pessoas por km².

## Geografia
O município de Grand Rapids encontra-se localizado nas coordenadas 41° 23′ 53″ N, 83° 50′ 48″ O. Segundo a Departamento do Censo dos Estados Unidos, o município tem uma superfície total de 36.04 km², da qual 34,92 km² correspondem a terra firme e (3,13 %) 1,13 km² é água.

## Demografia
Segundo o censo de 2010, tinha 1 607 pessoas residindo no município de Grand Rapids. A densidade populacional era de 44,58 hab./km².